# おはようハクション大魔王
『おはようハクション大魔王』（おはようハクションだいまおう）は、2014年3月31日から2015年3月27日まで日本テレビ系列『ZIP!』のコーナーである「あさアニメ」（6:56頃 - 6:58）においてタツノコプロと『ZIP!』がコラボレーションして放送されていた、『ハクション大魔王』をコメディタッチに仕上げた日本の短編FLASHアニメである。

## 概要
かつてフジテレビ系で放送されたアニメ『ハクション大魔王』をコメディタッチに仕上げた作品で、登場キャラクターも『ハクション大魔王』同様となり、1話分の長さは約1分間という短編のFlashアニメーション作品となっている。なお、「あさアニメ」におけるタツノコプロとのコラボ作品は2011年 - 2013年放送の『おはよう忍者隊ガッチャマン』以来2作目となり、「あさアニメ」前2作である『おはよう忍者隊ガッチャマン』と『マジンガーZIP!』同様に、現代社会における事柄をゆるいお笑いスタイルで再現するという内容。また、一部の話は以前の回とのリンクがある。
アニメーション制作は『おはよう忍者隊ガッチャマン』と『マジンガーZIP!』同様に引き続きCGアニメの制作会社「ODDJOB」が担当するほか、スタッフも『おはよう忍者隊ガッチャマン』と『マジンガーZIP!』から続投している。最新話は『ZIP!』公式サイトで期間限定配信されている。なお、キャストは本作から全面変更された。
『おはよう忍者隊ガッチャマン』と『マジンガーZIP!』同様に傑作選放送（再放送）を実施する場合があり、2014年8月11日から8月15日までは「夏休み傑作選」が放送された。
ミヤギテレビ・テレビ信州・山口放送・南海放送の夕方ワイド番組内では『おはようハクション大魔王』の当日分の再放送が行われている。2014年11月1日からは日テレプラスでの放送が開始された。2020年現在、DVD版などは発売されていない。

## ストーリー
本家と同様に、ある日のテストで0点を取ってしまい、そのことで悩んでいたところ、カンちゃんが屋根裏部屋の中で謎の壺を発見する。謎の壺の前でくしゃみをしたところ、ハクション大魔王が現れるのであった。大魔王はカンちゃんの願いを魔法でかなえようとするのだが、失敗続きの連続となってしまう。

## キャラクター

### 魔法使い
ハクション大魔王
壺の中に封印されている魔王。年齢は非公表。本家同様にカンちゃんが発見した壷から「呼ばれて飛び出てジャジャジャジャーン」の呪文あとともに現れ、壷の近くでくしゃみをした人をご主人とし言うことを何でも聞く。壺の中は一般的な住宅と同様に間取りがある。壺に戻る際は「ハイチャラバーイ」の呪文とともに壺へ戻る。「アラビン・ドビン・ハゲチャビン」という呪文をかけながら魔法をかけることができる。そのため、カンちゃんに物をねだられることがある。ハンバーグが好物で、カンちゃんがブル公を捕えるために仕掛けた罠に実験にハンバーグが置かれた際には、罠に引っかかってしまった。ネットサーフィンやオンラインゲームが趣味だが、一方で算数は苦手である。また自動車運転免許を所持している。カンちゃんとアクビとの間でジェネレーションギャップが激しい。
アクビ
大魔王の娘。あくびをすると壺から出現する。タンバリンを叩きながら「アラピン・カラピン・スカピーン」という呪文をかけながら魔法をかけることができる。コロッケが好物。カンちゃんがブル公を捕えるために仕掛けた罠に実験にコロッケが置かれた際には耐えていた。一方で、交通渋滞は苦手。

### 与田山家
カンちゃん（与田山カンイチ）
大魔王の「ご主人」の小学生。学校の宿題を無理やり大魔王に押し付けている。さらに宿題を忘れることが多い。
パパ（与田山与太郎）
カンちゃんの父親。会社ではしょっちゅう始末書を書かされている。
ママ
カンちゃんの母親。与太郎に「アレ持ってきて」と頼まれると、与太郎が欲しいものがわかるかのごとく、すぐに必要なものを持って来てくれるが、カンちゃんに対しては間違ったものを買ってくることがある。スーパーマーケットへの買物は、惣菜が30％〜50％オフとなる午後5時台に出かけている。

### その他
ゲジゴン
ガキ大将。本家同様に関西弁を駆使する。シャツに袴にゲタという昭和時代のスタイルが特徴。ネットで必ずと言っていいほど昭和時代のスタイル関連を検索し、それを取り入れている。ニンテンドー3DSなどの現代の遊びには否定的。ラップが得意で、ブル公とのコンビでヒップホップソングを披露している。自分のことはわい、わて、わしと呼ぶ。
サボテンのトゲ・ブタマンのハゲ
ゲジゴンの子分。カンちゃんとゲジゴンとの喧嘩の際は、必ずその模様を動画サイトにアップするため常にデジタルビデオカメラを持ち歩いている。
ユリ子
カンちゃんが通う学校で学級委員を務めている。ブル公に対抗できる唯一の人物。可愛くて優しい設定だが、かなりなギャップのマドンナでもある。ピンクのランドセルをしょって登下校している。大魔王のことを「魔王さん♡」と可愛い声で呼ぶが、ユリ子のお願いは辛辣である。しかしそれを当然のごとくお願いし、周囲を困惑させる。帰りのホームルームでは委員長として、デブ山先生にクラスメイト達への注意を促すが、優等生であるがゆえに先生からの反論には弱く、泣いたついでに場を掌握してしまう。ドッジボールは「心を折るスポーツ」として捉え、ナジームハメドのディフェンスを模倣し、寸前にボールをかわし続けてゲジゴンの心をも折ってしまう。オカルトに造詣が深い。普通のカルタより取るのが何倍も難しい心霊写真カルタを作成。「こっくりさん」が禁止されるや「そっくりさん」ゲームを提案し、似てないにも程があるモノマネを披露する。
ブル公
与田山家の近くに出没するブルドッグ。人間を見るとすぐに噛みつこうとし、そのためか大魔王とカンちゃんは苦手としている。大魔王は骨と4tハンマー・落とし穴・ライオンのお面でブル公をおびき寄せようとしたが、カンちゃんに動物虐待などと非難され、挙句の果てには大魔王はブル公に追いかけられる羽目になった他、アクビはカンちゃんにブル公から逃れさせるために春色メイクを施したり、ざわちんによる滝川クリステルのものまね風に変装させてブル公から逃れさせようとしたこともある。
それからおじさん
エンディングに「ハックション!」と合いの手を入れる謎のキャラクター。
※以下は全て本人役。
TERU（GLAY）
大魔王・カンちゃん・ゲジゴン・ユリ子の4人が2014年9月20日にひとめぼれスタジアム宮城で行われた「GLAY EXPO 2014 TOHOKU 20th Anniversary」直前に学級新聞の取材でレコーディングスタジオに行った際に、取材に応じたアーティスト。TERUは大魔王に対して、歌唱力のアドバイスを行った他、大魔王・カンちゃん・ゲジゴン・ユリ子の4人が宮城県利府町へ出向いてGLAYのリハーサルを見学した際、大魔王がTERUに魔法をかけ、大魔王とTERUのキャラが入れ変わる羽目になった。
サンキュータツオ
『ZIP!』のコーナーである「チューモーク!」においてアニメを紹介しているお笑い芸人。大魔王に絵描き歌などの新企画を持ち込んだ。
斎藤工
大魔王・カンちゃん・ゲジゴン・ユリ子の4人が学級新聞のために訪れた俳優。斎藤は、「斎藤エ」で検索しても斎藤工が出てくることに驚いていた。
RIP SLYME
ゲジゴンとブル公の前に突然現れたヒップホップグループ。ゲジゴンとブル公はRIP SLIMEの歌唱力の呆然としていた。
日本テレビアナウンサー
桝太一
大魔王・カンちゃん・ゲジゴン・ユリ子の4人が学級新聞の取材で日本テレビに行った際、取材に応じた同局のアナウンサー。桝アナは好感度の話を全く聞かれず、逆切れを起こしていた。
小熊美香
北乃きい
秦基博

#### オリジナルとの相違点
本作のキャラクター設定は、現在の時代背景に合わせてオリジナルとは若干の変更がなされている。
- 大魔王はネットサーフィンやオンラインゲームを趣味としている。
- 大魔王とカンちゃんはスマートフォンを所持している。
- ゲジゴンは昭和レトロが好きという設定となっている他、ゲジゴンの子分もデジタルビデオカメラを所持している。

## キャスト
- 荒川良々（ハクション大魔王）
- 佐藤貴史（カンちゃん）
- Yuppa（アクビ、それからおじさん、先生、スチュワーデス、店員）
- 小林きな子（カンちゃんのママ、デブ山先生）
- 深田純（カンちゃんのパパ、ブル公、ゲジゴン）
- 菅井菜穂（ユリ子、CAさん）

ゲスト出演
- 桝太一（日本テレビアナウンサー・本人役、2014年7月31日・8月22日）
- 北乃きい（総合司会・本人役）
- 小熊美香（日本テレビアナウンサー・本人役）
- TERU（GLAY・本人役、2014年9月12日・9月22日）[7][8]
- サンキュータツオ（本人役、2014年10月3日・10月6日・10月10日）
- 斎藤工（本人役、2014年10月31日・11月21日）
- RIP SLYME（本人役、2014年12月12日・2015年1月6日）[9]
- 秦基博（本人役）

## スタッフ
- 原作 - タツノコプロ
- 監修 - 守屋健太郎
- 脚本 - 堀雅人、せきしろ、椎名基樹
- 音楽 - Yuppa
- テーマ曲 - 「ハクション大魔王の歌」
- プロデューサー - シンゴスター
- ディレクター - 上野勇
- アニメーション - Kate Arrow
- 制作 - ODDJOB

## 各話リスト

### 2014年
| 話数                                               | サブタイトル                               | 放送日         |
| -------------------------------------------------- | ------------------------------------------ | -------------- |
| 1                                                  | 呼ばれて飛び出てじゃじゃじゃじゃーん!の話  | 2014年 3月31日 |
| 2                                                  | 魔王、空を飛ぶ!の話                        | 4月1日         |
| 3                                                  | カンちゃんは花粉症!?の話                   | 4月2日         |
| 4                                                  | 出まして来ましたアクビちゃん!の話          | 4月3日         |
| 5                                                  | 魔王、数字に強くなるの話                   | 4月4日         |
| 6                                                  | 魔王とクシャミの話                         | 4月7日         |
| 7                                                  | 魔王、はじっこ歩くの話                     | 4月8日         |
| 8                                                  | 夫婦のコミュニケーションの話               | 4月9日         |
| 9                                                  | アクビ歌クイズの話                         | 4月10日        |
| 10                                                 | ブル公をとっちめろ!の話                    | 4月11日        |
| 11                                                 | いろんなクシャミの話                       | 4月14日        |
| 12                                                 | 魔王、見送るの話                           | 4月15日        |
| 13                                                 | カンちゃん、作詞家になるの話               | 4月16日        |
| 14                                                 | 夫婦のコミュニケーション2の話              | 4月17日        |
| 15                                                 | 大好物はハンバーグでごじゃる!の話          | 4月18日        |
| 16                                                 | 二宮金次郎カルタの話                       | 4月21日        |
| 17                                                 | カンちゃん、スマホをねだるの話             | 4月22日        |
| 18                                                 | 恐怖のブル公!の話                          | 4月23日        |
| 19                                                 | ものまねクイズ!の話                        | 4月24日        |
| 20                                                 | 怒っているか、いないかの話                 | 4月25日        |
| 21                                                 | ゲジゴンはガキ大将!の話                    | 4月28日        |
| 22                                                 | ゴールデンウイークは大渋滞!?の話           | 4月29日        |
| 23                                                 | 三匹のこぶたの話                           | 4月30日        |
| 24                                                 | 恋するカンちゃんの話                       | 5月1日         |
| 25                                                 | 笑点大魔王の話                             | 5月2日         |
| 26                                                 | スーパーのママは光ってるの話               | 5月5日         |
| 27                                                 | ブル公を捕まえろ!の話                      | 5月6日         |
| 28                                                 | 数字には弱いでごじゃる!の話                | 5月7日         |
| 29                                                 | おやつの時間の話                           | 5月8日         |
| 30                                                 | 僕らの声が届くまでの話                     | 5月9日         |
| 31                                                 | 魔王、マネされるの話                       | 5月12日        |
| 32                                                 | 舌きりスズメ問題の話                       | 5月13日        |
| 33                                                 | どうなってるの?壷の中の話                  | 5月14日        |
| 34                                                 | 目指せ!昭和のガキ大将!?の話                | 5月15日        |
| 35                                                 | ママ、レジに並ぶの話                       | 5月16日        |
| 36                                                 | ブル公かく語りきの話                       | 5月19日        |
| 37                                                 | 魔王アンケートの話                         | 5月20日        |
| 38                                                 | パパのトロフィーの話                       | 5月21日        |
| 39                                                 | ユリ子ちゃんはマドンナでごじゃるの話       | 5月22日        |
| 40                                                 | おおきなカブ総選挙の話                     | 5月23日        |
| 41                                                 | 魔王と数字の関係の話                       | 5月26日        |
| 42                                                 | 蝋が溶けるほど熱くなりたいの話             | 5月27日        |
| 43                                                 | みんなで決めよう学級会!の話                | 5月28日        |
| 44                                                 | 思い出し笑いの話                           | 5月29日        |
| 45                                                 | 魔王、童謡を歌うの話                       | 5月30日        |
| 46                                                 | ZIP! de ポン! 神様の言う通りの話           | 6月2日         |
| 47                                                 | すべてはハンバーグ!?の話                   | 6月3日         |
| 48                                                 | 朝のサラリーマン体操第一の話               | 6月4日         |
| 49                                                 | 魔王、クイズを出すの話                     | 6月5日         |
| 50                                                 | 魔王と数字の関係 その2の話                 | 6月6日         |
| 51                                                 | 困った時の魔法の辞典!の話                  | 6月9日         |
| 52                                                 | ハモれ!魔王!の話                           | 6月10日        |
| 53                                                 | 芸能界のリーダーとは?の話                  | 6月11日        |
| 54                                                 | 3秒ルールの話                              | 6月12日        |
| 55                                                 | ママに頼むと…?の話                         | 6月13日        |
| 56                                                 | ユリ子ちゃんのお願いの話                   | 6月14日        |
| 57                                                 | 世代の違いの話                             | 6月15日        |
| 58                                                 | 朝のママさんヨガの話                       | 6月16日        |
| 59                                                 | がんばれ日本代表!の話                      | 6月17日        |
| 60                                                 | 近頃の商品名事情の話                       | 6月23日        |
| 61                                                 | 昭和の遊びは楽しいな!?の話                 | 6月24日        |
| 6月25日は2014FIFAワールドカップ特別編成のため休止  |                                            |                |
| 62                                                 | カンちゃん、廊下に立たされる……!?の話       | 6月26日        |
| 63                                                 | 二宮金次郎かるた その2の話                 | 6月30日        |
| 64                                                 | ママのスタンプカードの話                   | 7月1日         |
| 65                                                 | アクビの魔球大作戦!の話                    | 7月2日         |
| 66                                                 | モテモテになりたい!の話                    | 7月3日         |
| 67                                                 | カンちゃん英語がベラペラにの話             | 7月4日         |
| 68                                                 | 究極のハンバーグを作るでごじゃる!の話      | 7月7日         |
| 69                                                 | 帰りのホームルームの話                     | 7月8日         |
| 70                                                 | ママのおつかい騒動!の話                    | 7月9日         |
| 71                                                 | 魔法のホレ薬!?の話                         | 7月10日        |
| 72                                                 | 魔王の視力検査の話                         | 7月11日        |
| 73                                                 | あたり付きアイスについての話               | 7月14日        |
| 74                                                 | 19人いる!の話                              | 7月15日        |
| 75                                                 | 明日はプールだ!の話                        | 7月16日        |
| 76                                                 | 朝のサラリーマン体操2の話                  | 7月17日        |
| 77                                                 | 通知表を守り抜け!の話                      | 7月18日        |
| 78                                                 | お医者さんはいますか!?の話                 | 7月21日        |
| 79                                                 | 魔王の英会話!?の話                         | 7月22日        |
| 80                                                 | 店員を呼ぶ魔法の話                         | 7月23日        |
| 81                                                 | アクビの中の天使と悪魔と……の話             | 7月24日        |
| 82                                                 | カンちゃん、短歌を作るの話                 | 7月25日        |
| 83                                                 | 魔王のラーメンブログの話                   | 7月28日        |
| 84                                                 | カンちゃん科学者への道の話                 | 7月29日        |
| 85                                                 | メガネを探して、夏の話                     | 7月30日        |
| 86                                                 | 学級新聞の取材でごじゃるの話               | 7月31日        |
| 87                                                 | 高校生クイズに出たい!の話                  | 8月1日         |
| 88                                                 | 夏フェスに行ったでごじゃるの話             | 8月4日         |
| 89                                                 | 19人いる!その2の巻                         | 8月5日         |
| 90                                                 | 夏の定番!怖い話の巻                        | 8月6日         |
| 91                                                 | 魔王はキレてる!?の話                       | 8月7日         |
| 92                                                 | 魔法のマントで仕返しだ!?の話               | 8月8日         |
| 8月11日から8月15日までは夏休み傑作選を放送         |                                            |                |
| 93                                                 | ママの怪談!?の話                           | 8月18日        |
| 94                                                 | 人をメロメロにするグッズでごじゃるの話     | 8月19日        |
| 95                                                 | パパの夏休みの話                           | 8月20日        |
| 96                                                 | モテるためには……!?の話                     | 8月21日        |
| 97                                                 | ふたたび学級新聞の取材でごじゃるの話       | 8月22日        |
| 98                                                 | 魔王肝試しの話                             | 8月25日        |
| 99                                                 | 子どもは嬉しくない迷路の話                 | 8月26日        |
| 100                                                | 魔王、スイカ割りをするの話                 | 8月27日        |
| 101                                                | 朝のママさんヨガ2の話                      | 8月28日        |
| 102                                                | 宿題をやりすごせ!の話                      | 8月29日        |
| 103                                                | 背が高くなりたい!の話                      | 9月1日         |
| 104                                                | ポイントサービスはじめました!?の話         | 9月2日         |
| 105                                                | 俺の外食でごじゃりますの話                 | 9月3日         |
| 106                                                | 歯医者さんでヒップホップの話               | 9月4日         |
| 107                                                | 魔王のお悩み魔法クリニックの話             | 9月5日         |
| 108                                                | 十五夜のお話の話                           | 9月8日         |
| 109                                                | アクション大魔王登場の話                   | 9月9日         |
| 110                                                | カンちゃんのバンド名の話                   | 9月10日        |
| 111                                                | 朝のサラリーマン体操3の話                  | 9月11日        |
| 112                                                | GLAYのTERUさん登場でごじゃるの話           | 9月12日        |
| 113                                                | ラップで敬老でごじゃりますの話             | 9月15日        |
| 114                                                | 夏が忘れられないの話                       | 9月16日        |
| 115                                                | 夜店でお面を買おうの話                     | 9月17日        |
| 116                                                | ものまねカードの話                         | 9月18日        |
| 117                                                | スーパースローで見てみよう!の話            | 9月19日        |
| 118                                                | TERUが魔王で魔王がTERUで!?の話             | 9月22日        |
| 119                                                | 魔王の新サービスの話                       | 9月23日        |
| 120                                                | グータッチ!の話                            | 9月24日        |
| 121                                                | パパさんの接待の話                         | 9月25日        |
| 122                                                | カンちゃんのバンド名・その2の話            | 9月26日        |
| 123                                                | ユリ子ちゃん危機一髪!?の話                 | 9月29日        |
| 124                                                | 地図記号を覚えよう!の話                    | 9月30日        |
| 125                                                | 魔王のモノマネクイズの話                   | 10月1日        |
| 126                                                | 大人になりたい!の話                        | 10月2日        |
| 127                                                | サンキュータツオのアドバイスの話           | 10月3日        |
| 128                                                | 魔王の絵描き歌!?の話                       | 10月6日        |
| 129                                                | カンちゃん0点を取るの話                    | 10月7日        |
| 130                                                | ハムスターに負けるな!の話                  | 10月8日        |
| 131                                                | カンちゃんのバンド名・その3の話            | 10月9日        |
| 132                                                | 完成!魔王の絵描き歌!の話                   | 10月10日       |
| 133                                                | 借り物競走の話                             | 10月13日       |
| 134                                                | ヘアスタイルが大事!の話                    | 10月14日       |
| 135                                                | ママの脳トレの話                           | 10月15日       |
| 136                                                | カンちゃん手紙を書くの話                   | 10月16日       |
| 137                                                | カンちゃんのバンド名・その4の話            | 10月17日       |
| 138                                                | 金田くんがやって来た!の話                  | 10月20日       |
| 139                                                | 魔法の注意書きの話                         | 10月21日       |
| 140                                                | 音楽の授業の話                             | 10月22日       |
| 141                                                | 魔王のボクシング特訓!?の話                 | 10月23日       |
| 142                                                | コックリさんじゃなくて……?の話              | 10月24日       |
| 143                                                | 魔法はかけたくないでごじゃる!の話          | 10月27日       |
| 144                                                | 北乃きいさんに会うでごじゃる!の話          | 10月28日       |
| 145                                                | カンちゃん1点を取るの話                    | 10月29日       |
| 146                                                | 魔王のお悩み魔法クリニック2の話            | 10月30日       |
| 147                                                | 斎藤工さん登場でごじゃるの話               | 10月31日       |
| 148                                                | カンちゃんのクラスの出し物の話             | 11月3日        |
| 149                                                | 朝のサラリーマン体操4の話                  | 11月4日        |
| 150                                                | タンバリンでモノボケの話                   | 11月5日        |
| 151                                                | 帰りのホームルーム2の話                    | 11月6日        |
| 152                                                | ママはご機嫌?の話                          | 11月7日        |
| 153                                                | 北乃きいさんにインタビューでごじゃるの話   | 11月10日       |
| 154                                                | 金田を魔法でビビらせろ!の話                | 11月11日       |
| 155                                                | 学芸会の練習の話                           | 11月12日       |
| 156                                                | カンちゃん、バンドを始めるの話             | 11月13日       |
| 157                                                | 魔王のお悩み魔法クリニック3の話            | 11月14日       |
| 158                                                | サンドイッチの由来の話                     | 11月17日       |
| 159                                                | プリを撮ろう！の話                         | 11月18日       |
| 160                                                | 朝のママさんヨガ3の話                      | 11月19日       |
| 161                                                | 出し物は浦島太郎!?の話                     | 11月20日       |
| 162                                                | 斎藤工の願いを叶えろ!の話                  | 11月21日       |
| 163                                                | ラップで勤労感謝でごじゃりますの話         | 11月24日       |
| 164                                                | 宝くじを買うの話                           | 11月25日       |
| 165                                                | 金田くんとアクビちゃんの話                 | 11月26日       |
| 166                                                | もしも、こんなアプリゲームがあったら……の話 | 11月27日       |
| 167                                                | 魔法の国の大々魔王!の話                    | 11月28日       |
| 168                                                | コックリさんじゃなくて……？2の話            | 12月1日        |
| 169                                                | モテたくて歌ってみた！の話                 | 12月2日        |
| 170                                                | カンちゃんのマジックショー！の話           | 12月3日        |
| 171                                                | 魔王の絵描き歌PR大作戦！の話               | 12月4日        |
| 172                                                | 小熊アナが歌う！魔王の絵描き歌の話         | 12月5日        |
| 173                                                | サカナハクション、始動！の話               | 12月8日        |
| 174                                                | 大人はなんで酔っぱらうの？の話             | 12月9日        |
| 175                                                | マジックハンドの使い道の話                 | 12月10日       |
| 176                                                | 帰りのホームルーム3の話                    | 12月11日       |
| 177                                                | RIPとラップ対決の話                        | 12月12日       |
| 12月15日から12月19日までは冬の本人登場傑作選を放送 |                                            |                |
| 178                                                | おみくじを考えるの話                       | 12月22日       |
| 179                                                | 先生のクリスマスツリーの話                 | 12月23日       |
| 180                                                | クリスマスプレゼントの話                   | 12月24日       |
| 181                                                | 通知表をやりすごせ！2学期編の話            | 12月25日       |
| 182                                                | 2014年 魔法で何とかしたかったことの話      | 12月26日       |

### 2015年
| 話数                                     | サブタイトル                               | 放送日        |
| ---------------------------------------- | ------------------------------------------ | ------------- |
| 183                                      | 魔王の初詣の話                             | 2015年 1月5日 |
| 184                                      | RIPとラップ対決2の話                       | 1月6日        |
| 185                                      | 緊急学級会をひらきます！の話               | 1月7日        |
| 186                                      | 正月ボケが続くの話                         | 1月8日        |
| 187                                      | ユリ子ちゃんのかるた大会！？の話           | 1月9日        |
| 188                                      | 先生の情熱！？の話                         | 1月12日       |
| 189                                      | 朝のサラリーマン体操5の話                  | 1月13日       |
| 190                                      | ド派手な登場でごじゃりますの話             | 1月14日       |
| 191                                      | 学校帰りはラブチャンス！？の話             | 1月15日       |
| 192                                      | 違いを見分けろ！の話                       | 1月16日       |
| 193                                      | またまたコックリさんじゃなくて･･････？の話 | 1月19日       |
| 194                                      | 目指せ！昭和のガキ大将！？2の話            | 1月20日       |
| 195                                      | 元気出して、魔王！の話                     | 1月21日       |
| 196                                      | 金田くんの算数の話                         | 1月22日       |
| 197                                      | アイドル ユリ子ちゃんの話                  | 1月23日       |
| 198                                      | 魔王のお悩み魔法クリニック4の話            | 1月26日       |
| 199                                      | 魔王のダイエットの話                       | 1月27日       |
| 200                                      | パパさん大喜利をするの話                   | 1月28日       |
| 201                                      | 音楽のテストの話                           | 1月29日       |
| 202                                      | 漢字の成り立ちの話                         | 1月30日       |
| 203                                      | マジックハンドを改良するの話               | 2月2日        |
| 204                                      | カンちゃん恵方巻きを食べるの話             | 2月3日        |
| 205                                      | スマホの通知の話                           | 2月4日        |
| 206                                      | 思い出せない風景の話                       | 2月5日        |
| 207                                      | 恋の名演技！？の話                         | 2月6日        |
| 208                                      | 朝のママさんヨガ4の話                      | 2月9日        |
| 209                                      | 放課後のユリ子ちゃんの話                   | 2月10日       |
| 210                                      | メロディーは突然にの話                     | 2月11日       |
| 211                                      | 壁ポンの話                                 | 2月12日       |
| 212                                      | にっぽんマジ感謝キャラバンの話             | 2月13日       |
| 213                                      | ふとんは天国の話                           | 2月16日       |
| 214                                      | 野球拳勝負！の話                           | 2月17日       |
| 215                                      | 雪合戦は真剣勝負！の話                     | 2月18日       |
| 216                                      | アクビの子守唄！？の話                     | 2月19日       |
| 217                                      | 秦 基博さんが歌う！魔王の絵描き歌！の話    | 2月20日       |
| 218                                      | 上司の流行語の話                           | 2月23日       |
| 219                                      | カンちゃんYouTuberになる!？の話            | 2月24日       |
| 220                                      | 壮絶!？セルフィーバトル！の話              | 2月25日       |
| 221                                      | 魔王のお悩み魔法クリニック5の話            | 2月26日       |
| 222                                      | ママはおおげさ？の話                       | 2月27日       |
| 223                                      | 小熊アナの新コーナー？の話                 | 3月2日        |
| 224                                      | 1枚のスナップの話                          | 3月3日        |
| 225                                      | パパの接待講座の話                         | 3月4日        |
| 226                                      | 学級会を始めます！の話                     | 3月5日        |
| 227                                      | サンキュータツオのアドバイス2の話          | 3月6日        |
| 228                                      | 読んでないのに読んだふり選手権の話         | 3月9日        |
| 229                                      | コーヒーはいかが？の話                     | 3月10日       |
| 230                                      | ママは今日もご機嫌？の話                   | 3月11日       |
| 231                                      | 大々魔王がやって来た！の話                 | 3月12日       |
| 232                                      | 小熊アナの朗読劇･･････？の話               | 3月13日       |
| 3月16日から3月20日までは春の傑作選を放送 |                                            |               |
| 233                                      | RIPとラップ対決3の話                       | 3月23日       |
| 234                                      | RIPとラップ対決4の話                       | 3月24日       |
| 235                                      | 魔王の涙のその理由は……？の話               | 3月25日       |
| 236                                      | 魔王はゼッタイ帰さない!の話                | 3月26日       |
| 237                                      | さよなら大魔王の話                         | 3月27日       |

### 傑作選放送
| 話数          | サブタイトル                | 放送日         | 本放送日       |
| ------------- | --------------------------- | -------------- | -------------- |
| 夏休み傑作選1 | いろんなクシャミの話        | 2014年 8月11日 | 2014年 4月14日 |
| 夏休み傑作選2 | ママに頼むと…?の話          | 8月12日        | 6月13日        |
| 夏休み傑作選3 | 魔王アンケートの話          | 8月13日        | 5月20日        |
| 夏休み傑作選4 | おおきなカブ総選挙の話      | 8月14日        | 5月23日        |
| 夏休み傑作選5 | みんなで決めよう学級会!の話 | 8月15日        | 5月28日        |

| 話数                                                     | サブタイトル                         | 放送日          | 本放送日       |
| -------------------------------------------------------- | ------------------------------------ | --------------- | -------------- |
| 冬の本人登場傑作選1                                      | GLAYのTERUさん登場でごじゃるの話     | 2014年 12月15日 | 2014年 9月12日 |
| 冬の本人登場傑作選2                                      | サンキュータツオのアドバイスの話     | 12月16日        | 10月3日        |
| 冬の本人登場傑作選3                                      | ふたたび学級新聞の取材でごじゃるの話 | 12月17日        | 8月22日        |
| 12月18日はFIFAクラブワールドカップ2014中継延長により休止 |                                      |                 |                |
| 冬の本人登場傑作選4                                      | 斎藤工さん登場でごじゃるの話         | 12月19日        | 10月31日       |

| 話数        | サブタイトル                   | 放送日         | 本放送日        |
| ----------- | ------------------------------ | -------------- | --------------- |
| 春の傑作選1 | カンちゃんのバンド名の話の話   | 2015年 3月16日 | 2014年 9月10日  |
| 春の傑作選2 | アイドル ユリ子ちゃんの話      | 3月17日        | 2015年 1月23日  |
| 春の傑作選3 | マジックハンドの使い道の話     | 3月18日        | 2014年 12月10日 |
| 春の傑作選4 | ド派手な登場でごじゃりますの話 | 3月19日        | 2015年 1月14日  |
| 春の傑作選5 | ママはご機嫌?の話の話          | 3月20日        | 2014年 11月7日  |

## 放送局
| 放送地域       | 放送局                    | 放送期間                      | 放送日時                | 放送系列                      | 備考              |
| -------------- | ------------------------- | ----------------------------- | ----------------------- | ----------------------------- | ----------------- |
| 関東広域圏     | 日本テレビ（NTV）         | 2014年3月31日 - 2015年3月27日 | 月 - 金曜 6:56頃 - 6:58 | 日本テレビ系列                |                   |
| 青森県         | 青森放送（RAB）           | 2014年3月31日 - 2015年3月27日 | 月 - 金曜 6:56頃 - 6:58 | 日本テレビ系列                |                   |
| 岩手県         | テレビ岩手（TVI）         | 2014年3月31日 - 2015年3月27日 | 月 - 金曜 6:56頃 - 6:58 | 日本テレビ系列                |                   |
| 宮城県         | ミヤギテレビ（MMT）       | 2014年3月31日 - 2015年3月27日 | 月 - 金曜 6:56頃 - 6:58 | 日本テレビ系列                |                   |
| 秋田県         | 秋田放送（ABS）           | 2014年3月31日 - 2015年3月27日 | 月 - 金曜 6:56頃 - 6:58 | 日本テレビ系列                |                   |
| 山形県         | 山形放送（YBC）           | 2014年3月31日 - 2015年3月27日 | 月 - 金曜 6:56頃 - 6:58 | 日本テレビ系列                |                   |
| 福島県         | 福島中央テレビ（FCT）     | 2014年3月31日 - 2015年3月27日 | 月 - 金曜 6:56頃 - 6:58 | 日本テレビ系列                |                   |
| 山梨県         | 山梨放送（YBS）           | 2014年3月31日 - 2015年3月27日 | 月 - 金曜 6:56頃 - 6:58 | 日本テレビ系列                |                   |
| 新潟県         | テレビ新潟（TeNY）        | 2014年3月31日 - 2015年3月27日 | 月 - 金曜 6:56頃 - 6:58 | 日本テレビ系列                |                   |
| 長野県         | テレビ信州（TSB）         | 2014年3月31日 - 2015年3月27日 | 月 - 金曜 6:56頃 - 6:58 | 日本テレビ系列                |                   |
| 静岡県         | 静岡第一テレビ（SDT）     | 2014年3月31日 - 2015年3月27日 | 月 - 金曜 6:56頃 - 6:58 | 日本テレビ系列                |                   |
| 富山県         | 北日本放送（KNB）         | 2014年3月31日 - 2015年3月27日 | 月 - 金曜 6:56頃 - 6:58 | 日本テレビ系列                |                   |
| 石川県         | テレビ金沢（KTK）         | 2014年3月31日 - 2015年3月27日 | 月 - 金曜 6:56頃 - 6:58 | 日本テレビ系列                |                   |
| 福井県         | 福井放送（FBC）           | 2014年3月31日 - 2015年3月27日 | 月 - 金曜 6:56頃 - 6:58 | 日本テレビ系列 テレビ朝日系列 |                   |
| 中京広域圏     | 中京テレビ（CTV）         | 2014年3月31日 - 2015年3月27日 | 月 - 金曜 6:56頃 - 6:58 | 日本テレビ系列                |                   |
| 鳥取県・島根県 | 日本海テレビ（NKT）       | 2014年3月31日 - 2015年3月27日 | 月 - 金曜 6:56頃 - 6:58 | 日本テレビ系列                |                   |
| 広島県         | 広島テレビ（HTV）         | 2014年3月31日 - 2015年3月27日 | 月 - 金曜 6:56頃 - 6:58 | 日本テレビ系列                |                   |
| 山口県         | 山口放送（KRY）           | 2014年3月31日 - 2015年3月27日 | 月 - 金曜 6:56頃 - 6:58 | 日本テレビ系列                |                   |
| 徳島県         | 四国放送（JRT）           | 2014年3月31日 - 2015年3月27日 | 月 - 金曜 6:56頃 - 6:58 | 日本テレビ系列                |                   |
| 香川県・岡山県 | 西日本放送（RNC）         | 2014年3月31日 - 2015年3月27日 | 月 - 金曜 6:56頃 - 6:58 | 日本テレビ系列                |                   |
| 愛媛県         | 南海放送（RNB）           | 2014年3月31日 - 2015年3月27日 | 月 - 金曜 6:56頃 - 6:58 | 日本テレビ系列                |                   |
| 高知県         | 高知放送（RKC）           | 2014年3月31日 - 2015年3月27日 | 月 - 金曜 6:56頃 - 6:58 | 日本テレビ系列                |                   |
| 福岡県         | 福岡放送（FBS）           | 2014年3月31日 - 2015年3月27日 | 月 - 金曜 6:56頃 - 6:58 | 日本テレビ系列                |                   |
| 長崎県         | 長崎国際テレビ（NIB）     | 2014年3月31日 - 2015年3月27日 | 月 - 金曜 6:56頃 - 6:58 | 日本テレビ系列                |                   |
| 熊本県         | くまもと県民テレビ（KKT） | 2014年3月31日 - 2015年3月27日 | 月 - 金曜 6:56頃 - 6:58 | 日本テレビ系列                |                   |
| 大分県         | テレビ大分（TOS）         | 2014年3月31日 - 2015年3月27日 | 月 - 金曜 6:56頃 - 6:58 | 日本テレビ系列 フジテレビ系列 |                   |
| 鹿児島県       | 鹿児島読売テレビ（KYT）   | 2014年3月31日 - 2015年3月27日 | 月 - 金曜 6:56頃 - 6:58 | 日本テレビ系列                |                   |
| 日本全国       | 日テレプラス              | 2014年11月1日 -               | 放送時間不定            | CS放送                        | 1か月分を集中放送 |

## 備考
- 『おはよう忍者隊ガッチャマン』と『マジンガーZIP!』では、サブタイトルに「〜の巻」が付いていたが、本作は本家同様にサブタイトルに「〜の話」が付く。
- 本作から、『ZIP!』×○○（コラボレーション先）の表記はオープニング部分から、それからおじさんが登場するエンディング部分へと変更された。
- 2014年6月20日と6月27日は『2014 FIFAワールドカップ』中継のため、12月18日は『FIFAクラブワールドカップ2014』中継が40分延長となったためそれぞれ放送休止。